# Riazhsk
Riazhsk (del ruso: Ряжск) es una ciudad del óblast de Riazán, en Rusia, centro administrativo del raión de Riazhsk. Está situada en la llanura Oká-Don, sobre el río Jupta (afluente del río Ranova, de la cuenca hidrográfica del Volga), a 102 km (114 km por carretera) al suroeste de Riazán. Su población alcanzaba en 2009 los 22.102 habitantes.

## Historia

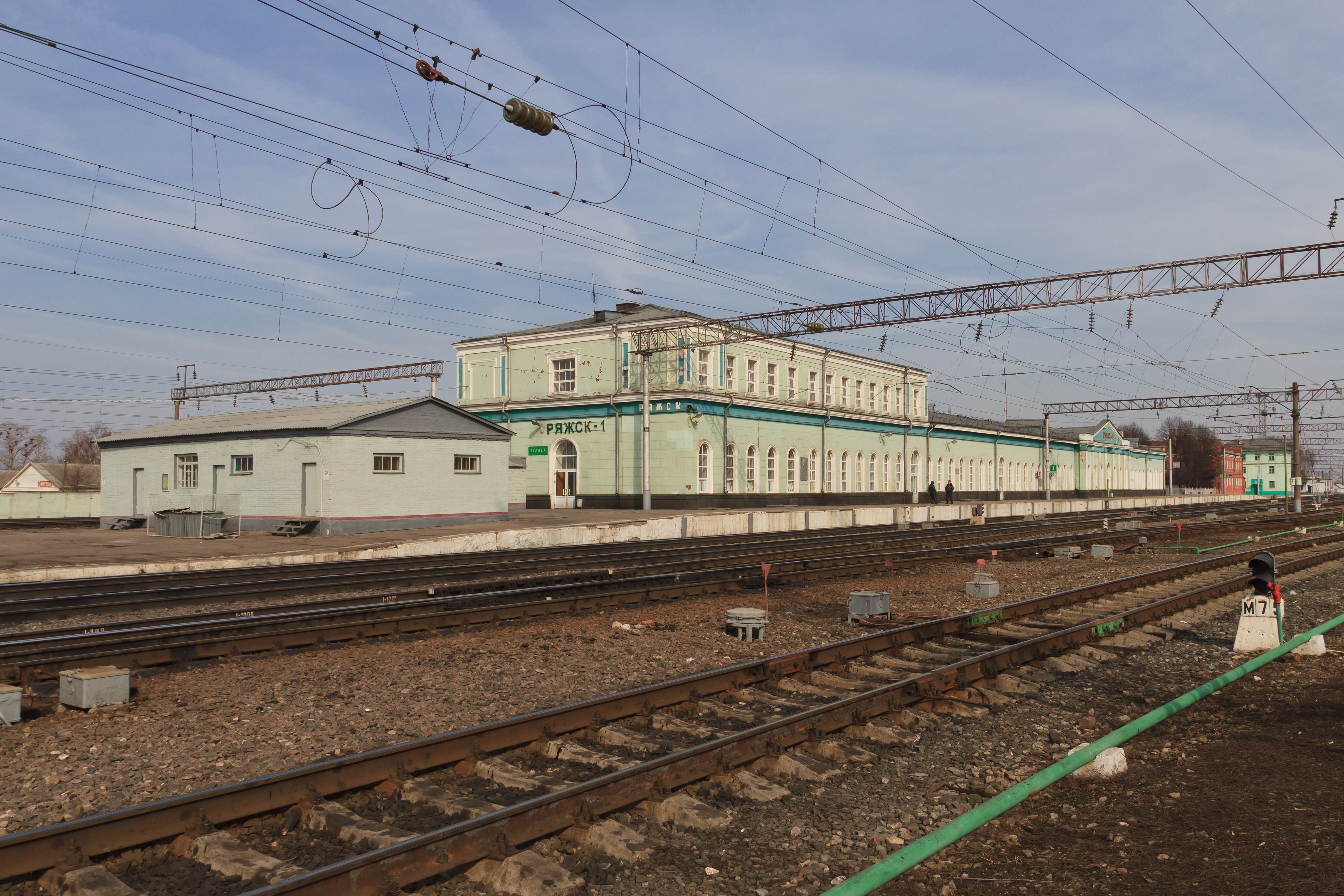
Estación de ferrocarril de Riazhsk

La primera mención conocida de Riazhsk se remonta a 1502, bajo el nombre Riassk. A finales del siglo XVI, se construyó un puesto fortificado para proteger el acarreo entre el Don (por su afluente el río Stanovaya Riasa)  y el Oká (por el Jupta). 
En los siglos XVI y XVII la localidad recibió diferentes nombres: Riassk, Riasskoy, Riaskov. Era una de las fortificaciones que protegían Rusia de los tártaros de Crimea y la Horda de Nogai, la Zaséchnaya chertá. En 1778 recibe el estatus de ciudad, convirtiéndose en el centro administrativo de varios uyedz. Desde 1870, Riazhsk es un importante cruce ferroviario, entre las vías férreas Riazán - Oral y Syzran - Viazma.

## Demografía
| 1897   | 1926   | 1959   | 1970   | 1979   | 1989   | 2002   | 2007   |
| ------ | ------ | ------ | ------ | ------ | ------ | ------ | ------ |
| 13 000 | 16 200 | 14 800 | 25 400 | 25 200 | 27 200 | 22 850 | 22 200 |

## Cultura y lugares de interés
La ciudad cuenta con un museo de historia local. 
A 9 km, en Bólshaya Aleshna está la antigua finca de la familia Kikin-Yermolov en la que se encuentra la Iglesia de la Madre de Dios (Рождественская церковь / Rozhdestvenskaya tserkov) de 1805. A 35 km, en Zaborovo está la finca del general Mijaíl Skóbelev (1843-1882), héroe de la Guerra Ruso-Turca (1877-1878) y de la conquista rusa del Turquestán, que está enterrado aquí en la Iglesia del Salvador (Спасская церковь/ Spaskaya tserkov) de 1764.

## Economía y transporte

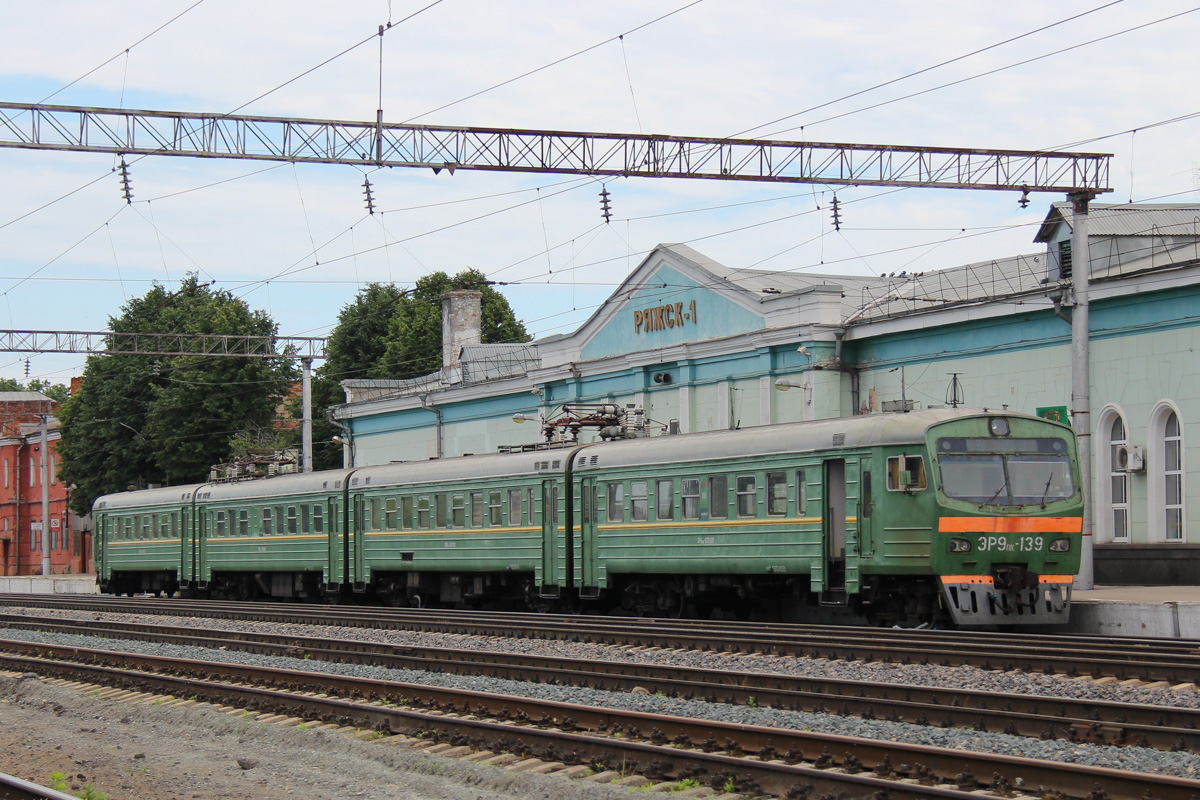
Estación Ryazhsk-I, región de Ryazan, Rusia.

Existen en Riazhsk compañías dedicadas a la industria alimentaria.
La ciudad es un importante enlace ferroviario. Se conectan aquí, en la estación Riazhsk I, tanto la vía que va a Moscú (Terminal Paveletski) y la Smolensk-Tula-Riazhsk-Pensa; y en la estación Riazhsk II la que va a la Terminal Kazanski de Moscú-Riazán-Vorónezh o -Tambov-Saratov.
La carretera regional R126 Riazán - Dankov - Yefrémov pasa por la localidad.